# 패닉! 앳 더 디스코
패닉! 앳 더 디스코 (Panic! At The Disco)는 미국 네바다주 라스베이거스에서 2004년 결성된 락 밴드이며, 현 라인업은 보컬과 기타에 브렌던 유리, 투어 멤버인 베이시스트 니콜 로우, 기타리스트 마이크 나란, 드러머 댄 파울로비치로 이루어져 있다.
패닉! 앳 더 디스코의 데뷔 앨범인 A Fever You Can't Sweat Out은, 2005년 발매되어 빌보드 차트 13위에 올랐으며, 세계적으로 2.2백만장의 판매고를 올렸다. 두 번째 앨범인 Pretty. Odd.는 2008년 3월 25일에 발매됨과 동시에 빌보드 차트 2위에 오른 바 있다.
죽마고우인 라이언 로스, 스펜서 스미스, 브렌트 윌슨 그리고 브렌던 유리가 결성, 고등학교 재학 시절 첫 데모를 녹음하였다. 얼마 뒤 발매된 밴드의 첫 정식 앨범 A Fever You Can't Sweat Out (2005)는 리드 싱글 "I Write Sins Not Tragedies"로 명성을 얻었으며, 앨범은 미국에서 더블 플래티넘을 기록했다 2006년, 브렌트 윌슨이 장기 월드 투어 중 해고되고 베이시스트는 존 워커로 교체되었다.
1960년대 록 밴드 더 비틀즈, 더 좀비스, 비치 보이스에 영감을 받은 두 번째 앨범 Pretty. Odd (2008)은 리드 싱글 Nine in the Afternoon과 함께 밴드의 새 여정에 중요한 시발점이 되었고, 후에는 이 새로운 지향점을 더 탐색하고자 했던 메인 작곡가이자 기타리스트 라이언 로스와 존 워커가 밴드와 갈라서 더 영 베인즈라는 밴드를 만들게 하는 이유가 된다.
듀오로 남겨진 유리와 스미스는 새 싱글 New Perspective"를 발매하고, 투어 멤버로 베이시스트에 댈런 위크스, 기타리스트에 이안 크로포드를 기용한다. 위크스는 2010년 3집 앨범, Vices & Virtues (2011)를 녹음하던 끝물에 정식 멤버로서 이름을 올렸다. 존 펠드만과 부치 워커가 앨범을 프로듀스하고, 유리와 스미스가 녹음에 참여했다.
삼인조가 된 유리, 스미스, 위크스는 4집 Too Weird to Live, Too Rare to Die!를 함께 작업한다. 2013년 앨범 발매 전, 스미스는 건강과 약물 문제로 비공식적으로 밴드를 떠나게 되어, 유리와 위크스가 공식 멤버로 남겨졌다.
2015년, 스펜서 스미스가 공식적으로 밴드를 떠나게 된다. 그 직후 댈런 위크스 또한 투어 멤버로 전환, 브렌던 유리만이 공식 멤버로 남게 된다. 2015년 4월 20일, 유리는"Hallelujah"를 밴드의 5집 첫 싱글로 공개했다.'Death of a Bachelor'는 2016년 1월 15일 전 세계에 동시 발매되었으며, 첫 주 판매고 190,000장을 올리며 빌보드 메인 차트인 빌보드 핫 200에서 2주간 1위를 기록했다.
2023년 1월 24일,밴드의 인스타그램에 브랜든 우리 가 밴드의 해체를 발표 한 게시물이 게시되었습니다.. 브랜든과 사라는 아기를 기대하고,그래서 가수는 가족에게 자신의 모든 시간을 투자하려고합니다.

## 역사

### 결성과 초기(2004–2005)
2004년 네바다주, 라스베이거스에서 결성되었다. 어린 시절부터 친구였던 라이언 로스가 기타를 잡고, 스펜서 스미스가 드럼을 잡으면서 밴드의 기틀을 마련하였다. 13세에 둘은 블링크-182를 커버하며 "Pet Salamander"라는 이름으로 밴드를 시작했다. 이후 멤버를 더 모집하면서 "The Summer League"라는 이름으로 바뀌게 된다. 당시 함께 했던 브렌트 윌슨, 트레버 호웰Trevor Howell은 후에 밴드를 떠나게 된다.
브렌트 윌슨은 고등학교에서 브렌든 유리를 만났다. 윌슨은 유리에게 신생 밴드의 기타리스트 자리를 제안했는데, 트레버 호웰이 밴드를 나가면서 공석이 된 자리였다. 당시 보컬은 밴드의 전 기타리스트였던 라이언 로스가 맡고 있었으나, 연습 중 브렌든의 노래를 들은 멤버들은 그를 보컬로 바꾸게 된다. 패닉! 앳 더 디스코라는 지금의 이름은 밴드 네임 테이큰의 노래, "Panic"에서 가져온 것이다. 폴 아웃 보이의 베이시스트 피트 웬츠의 라이브 저널에 밴드의 퓨어볼륨 사이트의 링크를 걸었고, 웬츠는 라스베이거스에 직접 가서 밴드를 만나 계약을 한다. 연주를 본 피트 웬츠는 밴드에게 폴 아웃 보이가 소속된 레이블, 퓨얼드 바이 라멘과 데카당스 레코드에 동시에 계약할 것을 제안하였고, 이를 수락하였다. (데카당스 레코드는 피트 웬츠가 설립한 레이블로서 패닉!은 레이블이 최초로 작업한 밴드이다.)

### A Fever You Can't Sweat Out(2005–2007)

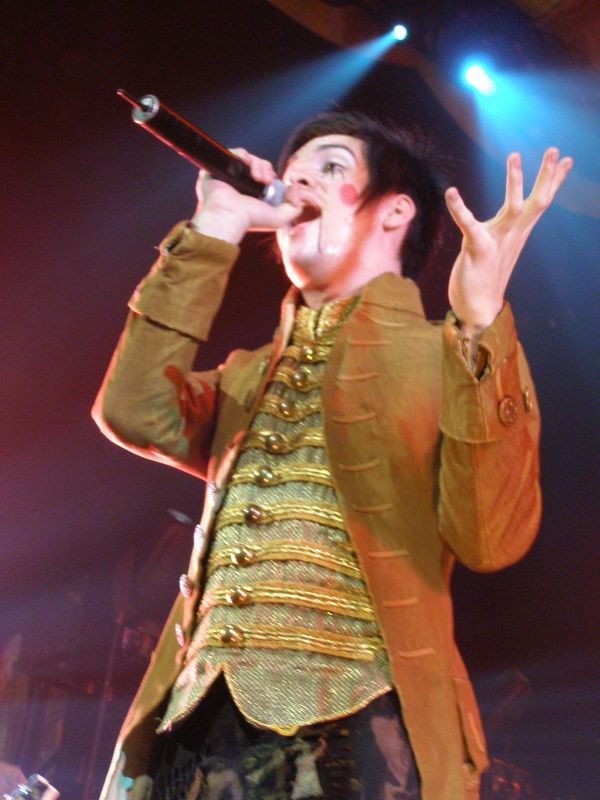
보컬 브렌든 유리.

패닉! 앳 더 디스코는 2005년 9월 27일에 첫 번째 앨범, A Fever You Can't Sweat Out을 발매한다. 몇몇 광고와 퓨어볼륨과 마이 스페이스를 통해 인지도를 쌓았다. 미국의 대중음악 사이트 퓨어볼륨 자체 차트에서 10위권에 진출, 마이 스페이스 자체 차트 인디 부문에서 1위에 올라 2006년 1월 17일 MTV의 Total Request Live에 첫 출연, "I Write Sins Not Tragedies" 의 비디오를 처음으로 공개했다. Lucent Dossier 보드빌 서커스 팀이 참여,서커스 풍의 결혼식을 다룬 이 비디오는 2006MTV 비디오 뮤직 어워드에서 올해의 비디오로 선정되었다. 트랙의 싱글은 2006년 4월 27일에 발매, US차트 7위에 오른다.
2006년 초반 더 아카데미 이즈..., 어셉턴스, 헬로굿바이와 함께 Truckstops & Statelines 윈터 투어에 참가했다. 투어를 시작할 때는 오프닝을 맡았지만 인지도가 상승하자 어셉턴스 대신 서브 헤드라이너로 서게 된다. 이 투어 중 "A Fever You Can't Sweat Out"의 판매고는 더 아카데미 이즈...의 데뷔 앨범 "Almost Here"을 넘어섰다.
두 번째 싱글, "But It's Better If You Do"는 영국에서 2006년 5월 1일에 첫 발매되었으며, 영국 차트 23위까지 올랐다. 트랙의 뮤직 비디오는 그 전 달에 공개, 1930년대 미국의 주류 밀매점에서 연주하는 밴드를 그려내며 "패닉!식의 지하세계(인용-브렌든 유리)"를 표현하였다.
2006년 5월 17일, 밴드는 당시 베이시스트였던 브렌트 윌슨의 탈퇴를 웹 페이지에 발표한다. 이에 윌슨은 탈퇴가 아닌, 금전적 문제에 관한 상의도 없었던 일방적 해고라고 반박하였으나, 다른 멤버들은 이를 부인하였다.또한 윌슨은 활동에 대한 로열티를 요구하며, 필요한 경우 소송을 낼 것이라고 경고하였다.
윌슨의 탈퇴가 이루어지고 며칠이 지난 후, 밴드는 처음으로 헤드라이너가 되어 유럽 투어를 떠난다. 이때 투어에 합류한 베이시스트 존 워커는 밴드의 오랜 친구로서, 여름 투어 중 임시 베이스르 고용, 정식 멤버가 되었다. 투어 전 공연이 매진되었다. 미국으로 돌아온 밴드는 2달 간 더 허쉬 사운드, 오케이 고, 더 드레스덴 돌즈, Lucent Dossier 보드빌 서커스 팀 그리고 임시 베이시스트, 워커와 함께 북미 투어에 매진했다. 같은 해 7월 3일, 존 워커가 패닉!의 공식 베이시스트로 기용되었다.
2006년 7월, 처음 두 싱글의 성공에 힘입어 1집이 빌보드 인디 차트의 13위에 올랐다.
그 달 말에, 패닉! 앳 더 디스코는 세 번째 뮤직 비디오, "Lying Is the Most Fun a Girl Can Have Without Taking Her Clothes Off"를 공개한다. 어항을 쓴 사람들이 스튜디오 근처 길거리를 걸어다니는 장면이 담긴 이 클립에서 밴드는 딱 한 번 등장하는데, 그들의 모습이 클립의 성격과 잘 맞지 않는다고 생각한 것이 그 이유였다.
2006년 8월 초, A Fever You Can't Sweat Out의 판매고가 1백만 장을 돌파, 플래티넘 차트에 오른다.
2006년 8월 25일 레딩 페스티벌에서,공연이 시작된 지 얼마 되지 않은 시점에 한 관객이 무대에 물병을 던져 브렌든 유리를 맞췄다. 병을 맞고 넘어진 유리 때문에 공연은 잠시 중단되었다. 몇 분 후 무대로 돌아온 그는 관중을 향해 "그런 짓 때문에 공연이 끝날 거라고 생각하면 오산이다! 날 적으로 삼아서 얼마나 잘 되나 보겠다"라고 외친 후, 중단된 노래를 다시 시작하였다. 이에 대해 라이언 로스는 "예상했던 일이었다. 그런 전통(물병 던지기)이 있다는 얘기를 들었었다"며 "그 소식 때문에 긴장한 상태로 무대에 올라갔다. 브렌든은 나와 존에게 날아오는 물병을 잡아 채고, 스스로 피해 보기도 했지만 그 한 개를 보지 못했던 것 같다. 아주 제대로 맞추더라. 그 이후로는 물병이 날아오지 않았던 걸로 기억한다. 남은 시간 동안 맘 편히 연주할 수 있었던 게 그나마 다행이다."라고 말했다.
2006년 말에 월드 투어가 시작되었다. 오스트레일리아, 뉴질랜드, 유럽 대륙을 순회하는 일정이었다. The Nothing Rhymes With Circus Tour로 명명된 이 투어 중 밴드는 (드러머의 폐 문제로 투어 중 하차한) 블록 파티, 잭스 마네킨과 함께 2006년 11월 7일에 첫 아레나 공연을 펼쳤다. 몇 주 뒤 플레인 화이트 티스가 새로운 라인업에 추가되었다. 뉴욕에서 시작된 투어는 11월 26일 아이오와를 거쳐, 12월 9일 샌디에이고에서 코브라 스타쉽과 공연하였다. 10월 20일에 3D로 재상영 된 팀 버튼 감독의 크리스마스의 악몽OST 특별판에 폴 아웃 보이, 마릴린 맨슨 등의 밴드와 함께 참여, "This is Halloween"을 커버하였다.
1집의 마지막 싱글, "Build God, Then We'll Talk"는 2007년 3월 5일에 발매되었다. 이 곡의 뮤직 비디오는 타락한 관계에 관한 이야기를 그리고 있다.
2007년 3월, 스매싱 펌킨스의 Tribute LP가 MySpace와 Spin의 주도하에 발매될 것이라는 이야기가 나왔다. LP는 패닉!이 커버했던 "Tonight, Tonight"를 포함, 2007년 6월 26일자 Spin부록으로 발매되었다.

### Pretty. Odd.와...Live In Chicago(2008)
2007년 초에, 패닉은 새 앨범에 들어갈 곡을 만들었으나 모두 폐기하기로 하고 같은 해 7월부터 재작업에 들어갔다. 라이언 로스는 MTV와의 인터뷰에서 버려진 곡들이 작업이 내키지 않는, "필름 스코어 레이블에서 나올 법한 노래"였다며, 진짜 신곡은 "훨씬 더 밝고 긍정적인 것 될 것"이라고 밝힌 바 있다. 작업 중 가진 몇몇 공연에서 두 개의 신곡을 선보인 적도 있었는데, "Nine in the Afternoon"과 "When the Day Met the Night"이 그것이었다.
1월 9일, 밴드의 이름에 포함되어 있던 "!"가 제거되었다. 한 인터뷰에서 밴드는 "우리 이름에 그것의 존재는 느껴지지 않을 만큼 작다. (...) 새로운 투어가 시작되면, "!" 표식을 떼고 불러 달라고 해 두었다."고 말했다.
원래 2집의 프로듀서로 거론된 인물은 크리스마스의 악몽의 사운드트랙을 작업한 대니 엘프만이었지만, 롭 매스가 그 자리를 맡았다. 매스는 패닉!과의 작업을 이렇게 회상한다. "내가 참여한 작업 중 가장 위대한 것이었다. 싱그럽고 강렬하며, 도전적인데다가 환상적일 정도로 창조적이다. 이 어린 친구들과의 작업은 내가 16살때 더 후와 데이비드 보위로 음악이란 것을 처음 접했을 때 느낀 기분을 되살려 주었다. 이 프로젝트에 참여한 것은 영광이다."
12월 11일, 빌보드는 패닉의 2번째 앨범이 2008년 3월 25일에 발매될 예정이라고 안내했다. 얼마 후, 밴드의 웹 사이트에는 몇 가지 퍼즐이 올라 왔다. 첫 번째 퍼즐의 답은 "YOU DON'T HAVE TO WORRY"였다 - 드러머인 스펜서 스미스는 이 답이 "We're So Starving"의 일부라고 밝혔다.
"Nine in the Afternoon"는 2008년 1월 싱글 발매를 앞두고 12월 21일과 22일, 이틀 간 뮤직 비디오를 촬영하였다.
두 번째 퍼즐은 신곡 일부를 공개하였으며, 마이 스페이스에서 발견된 세 번째 퍼즐로는 "We're So Starving"의 데모를 들을 수 있었으며, 애비 로드 스튜디오에서 현악 파트의 녹음과 믹싱을 할 것이라는 예정이 알려졌다. 얼마 후 밴드는 2집의 타이틀이 Pretty. Odd.로 확정되었고, 2008년 3월 25일에 발매될 것이라는 정보를 알렸다. 1월 16일에 올라온 네 번째 퍼즐은 밴드에 관련된 다양한 사이트에 숨겨져 있었다. 1주일 후, 완성된 퍼즐은 2집의 앨범 커버였다.
1월 10일에, 혼다 시빅 투어의 2008년 헤드라이너가 패닉 앳 더 디스코로 밝혀진다. 4월 10일 샌프란시스코에서 시작, 6월 14일에 아나헤임에서 끝나는 일정이었다. 혼다 시빅 투어의 전통에 따라, 밴드는 혼다의 하이브리드 자동차를 개조하여 티켓 소지자 중 당첨된 사람에게 차를 선물하였다.
1월 28일, "Nine in the Afternoon" 곡 전체가 공개되었다. 앨범 예약은 그 다음 날부터 시작되었다. "Nine in the Afternoon"이 전파를 탄 다음 날, 패닉은 2집의 두 번째 싱글이 될 "That Green Gentleman (Things Have Changed)"의 뮤직 비디오 촬영에 착수했다.
3월 30일, 2집은 영국 차트 2위에 올랐다. 미국 차트에서도 2위로 데뷔, 첫 주에만 139,000장이 팔려 나갔다. 4월 8일 앨범이 발매된 호주에서는 발매와 동시에 1위에 올랐다.
2008년 8월, 패닉 앳 더 디스코는 Pretty. Odd. 월드 투어를 시작한다. 싱가폴, 대한민국, 일본, 홍콩, 필리핀, 말레이시아, 인도네시아, 호주와 뉴질랜드를 거치는 일정이었다. 한국에서는 8월 7일 섬머브리즈 페스티벌에서 공연을 가질 예정이었으나, 주최측인 B4H 엔터테인먼트의 홍보 부족 등이 원인으로 작용, 7월 28일 취소가 확정되면서 공연이 무산되었다. 호주와 뉴질랜드에서는 더 아카데미 이즈...와 코브라 스타쉽이 함께 했다.
12월, 밴드는 DVD/CD ...Live In Chicago를 발매한다. DVD는 Honda Civic Tour의 시카고 실황, 뮤직 비디오와 그 메이킹 필름을, CD에는 시카고 라이브의 녹음 버전과 Pretty. Odd.에 수록된 곡 중 4곡의 편곡을 담았다. 디럭스 판으로 발매된 "A Picture with books"은 일반반의 내용물게 하드커버로 제본된 책을 추가한 것이었다. 책은 셰인 발데즈가 찍은 밴드의 사진을 담은 것이었다. 4,000장 한정으로 발매되었으며, 3,700개 이상이 공식 발매일인 2008년 12월 2일 전에 예약되었다.

### 라인업 변경과 "Vices & Virtues" (2009–11)

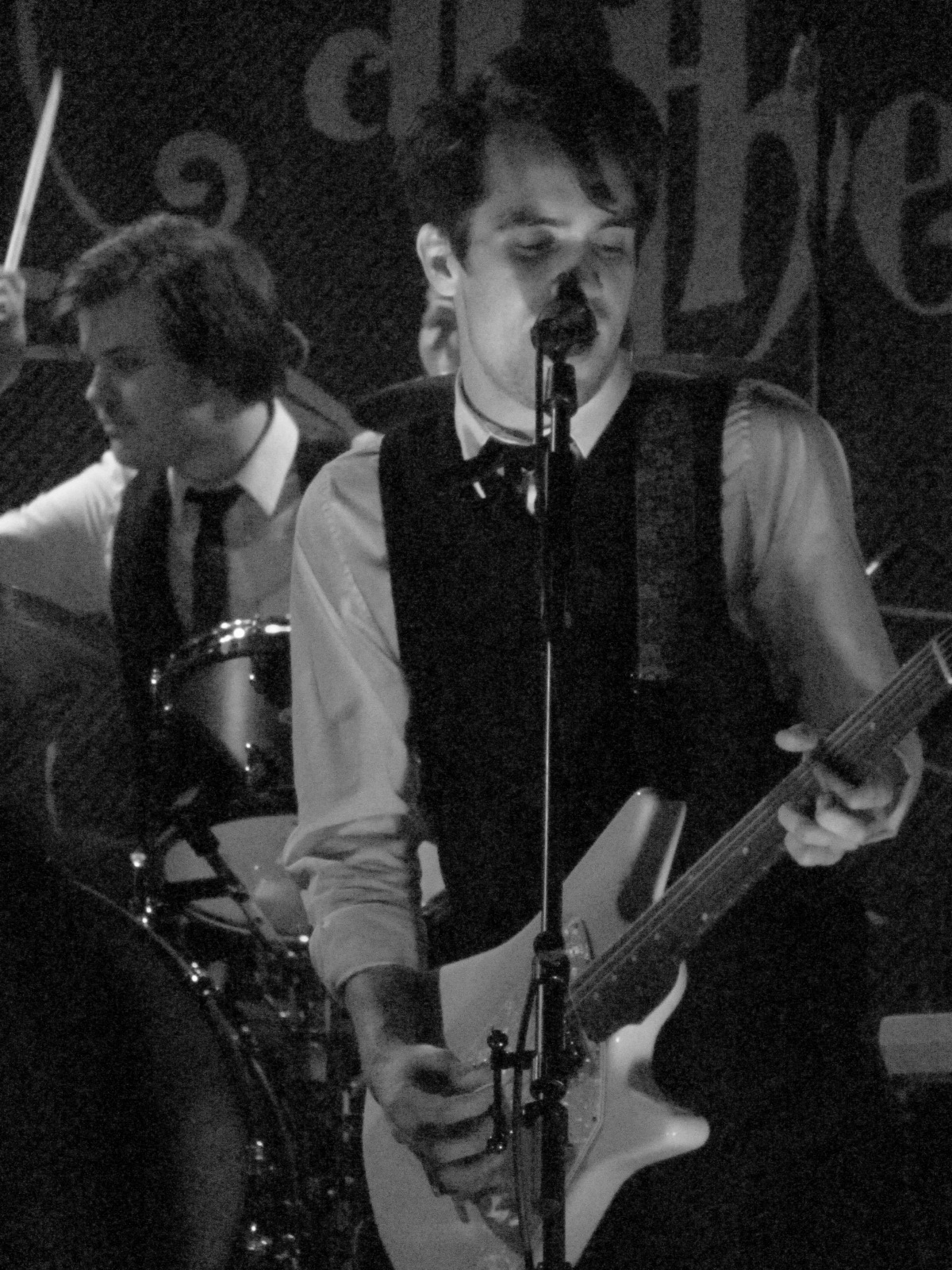
브랜든 유리와 스펜서 스미스가 2011년 뉴욕에서 공연을 하고 있다.

2008년 말, 밴드는 세 번째 앨범이 초반 작업에 들어 갔으며, "꿈처럼 강렬한 일렉트로닉"이 그 컨셉이라고 언급하였다.
2009년 봄, 밴드는 3집을 준비하기 시작했다. 그러나 7월 6일, 밴드의 공식 웹 사이트는 라이언 로스와 존 워커가 음악적 견해차로 인해 밴드를 탈퇴한다고 공지했다. 갈라선 뒤의 인터뷰에서 라이언 로스는 2009년 6월 스펜서 스미스와 나눈 대화를 공개했다. “스펜서와 식사를 하다가 문득 그가 “다음 번엔 뭘 하고 싶어?”라며 큰 질문을 던졌다. “지금처럼 우리의 오리지널한 음악을 좀 더 해 보면 좋을 것 같다”고 말하자, 그는 “그렇게 말해줘서 고맙다. 같은 이야길 하려고 한 참이었다”고 말했다." 로스는 회상했다. “언쟁이 있었던 것은 아니었다. 그런 종류의 상황에선 최선의 결말이었다.” 로스가 밝힌 분열의 큰 원인은, 그와 유리의 창작이 지향하는 바가 달랐기 때문이었다. 유리는 밴드를 통해 세련된 팝 사운드를 구현하고 싶어했고, 로스와 워커는 레트로에 영향받은 록 음악에 빠져 있었다.밴드를 떠난 두 멤버는 더 영 베인즈를 결성, 로스앤젤레스에서 첫 앨범 Take a vacation을 발매했다. 이 일은 남은 두 사람이 로스와 워커의 의견이 빠진 곡을 작업하게 된다는 것을 의미했고, 3집에 관련된 계획에 영향을 끼쳤다.
라이언과 존의 탈퇴 소식을 전한 후 브렌든과 스펜서는 블링크 182의 여름 투어에 예정대로 폴 아웃 보이, 애셔 로스와 함께 공연할 것이라고 밝혔다.
2009년 7월 10일에 스펜서 스미스는 공식 웹 사이트에 밴드가 현재 3집 작업에 매진 중이라는 글을 올렸다. 글에는 "Oh Glory"라는 신곡의 데모가 첨부되어 있었다. 또한 밴드는 "!"를 이름에 다시 사용하기 시작했다.
밴드의 새 싱글 "New Perspective"는 7월 28일에 발매되어 한국에서 10월 29일에 개봉한 영화 죽여줘!제니퍼의 사운드트랙으로 삽입되었다. 패닉!의 새 앨범은 2010년에 발매될 예정이다. 블링크-182의 베이시스트 마크 호퍼스가 최소 한 곡 이상의 작업에 참여할 것이다. 2009년 7월 29일, 스펜서 스미스는 MTV 인터뷰에서 라이언 로스의 자리를 전 더 캡의 멤버였던 이안 크로포드가 메우고, 인디 밴드더 브로벡스의 싱어 송 라이터, 댈런 위크스가 존 워커의 대타로 2009년 여름 투어에 투입될 것이라고 밝혔다.
2009년 8월, 브렌든 유리와 스펜서 스미스는 폴 아웃 보이의 비디오 "A Weekend at Pete Rose's" ("Headfirst Slide into Cooperstown on a Bad Bet")에 출연하였다. 셰인 발데즈가 4시간 동안 촬영한 이 비디오는 예산 한 푼 들이지 않고 완성되었다. 브렌든, 스펜서 그리고 "망자" 피트 웬츠가 이 클립에 출연했다.

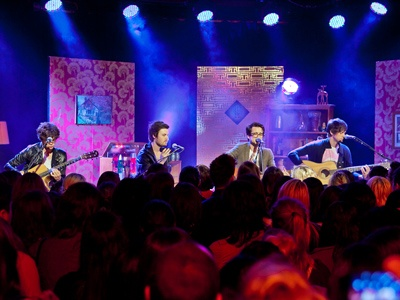
2011년, 패닉! 앳 더 디스코의 공연

2010년 초 스튜디오에 재입성한 밴드는 이후 몇 년 간 3집 작업에 매진했다. 이 기간 동안, 투어 멤버였던 베이시스트 댈런 위크스가 밴드의 공식 라인업에 이름을 올려, 3인조로 재정비되었다. 위크스는 3집 녹음에는 참여하지 않았지만, 앨범의 커버 아트 작업에는 참여하였으며, 유리와 스미스 뒤에 마스크를 쓰고 선 채로 앨범 커버에 등장했다. 2011년 1월 18일, 밴드는 Vices & Virtues를 3집의 타이틀로 공개하고, 2011년 3월 22일에 공개될 예정이라는 소식을 전했다. 부치 워커와 존 펠드만이 프로듀싱에 참여했다. 첫 싱글 "The Ballad of Mona Lisa"는 2011년 2월 1일 디지털로 공개되었고, 뮤직 비디오는 1주일 뒤인 2월 8일에 공개되었다. Vices & Virtues는 2011년 3월 22일 평단의 호평 속에 정식 발매되었다.
2011년 2월, 밴드는 Vices & Virtues 투어로 이름을 붙인 투어를 시작했다. 투어는 여적히 일렉트릭했고, 1집 때처럼 극적인 연출을 보여주었다. "이런 의상과 메이크업이 정말 그리웠다." 스핀 매거진에 유리가 말했다. "크고 화려한 무대 연출을 좋아한다. 최근에 테슬라 코일에 대한 글을 읽고, 그것처럼 무대에 가만히 앉아서 아무도 다치게 하지 않는 빛을 내뿜는 존재가 된다는 건 어떤 건지 상상해 봤다." 밴드는 9/10월 오스트레일리아의 사운드 웨이브 레볼루션 페스티벌에 참여할 예정이었지만, 해당 페스티벌이 취소되자 같은 장소에서 진행된 카운터-레볼루션 미니 페스티벌에 참여했다.
2011년 5월 12일, 패닉!은 인디 팝 밴드 Fun.과 콜라보레이션을 진행, 미국 투어와 함께 "C'mon"이라는 싱글을 발매했다. 또 밴드는 비디오 게임 배트맨:아캄 시티의 사운드트랙에 그들의 Mercenary라는 곡을 수록하였다..
2011년 가을, 패닉! 앳 더 디스코는 패트릭 스텀프와 폭시 샤잠의 1달간 진행된 미국 투어에 서포트 밴드로 참여했다. 2012년 1-2일,밴드는 오스트레일리안 뉴커머스와 함께 8일간 영국 투어를 진행하였고, 공연은 모두 매진되었다.

### Too Weird to Live, Too Rare to Die!(2012–14)

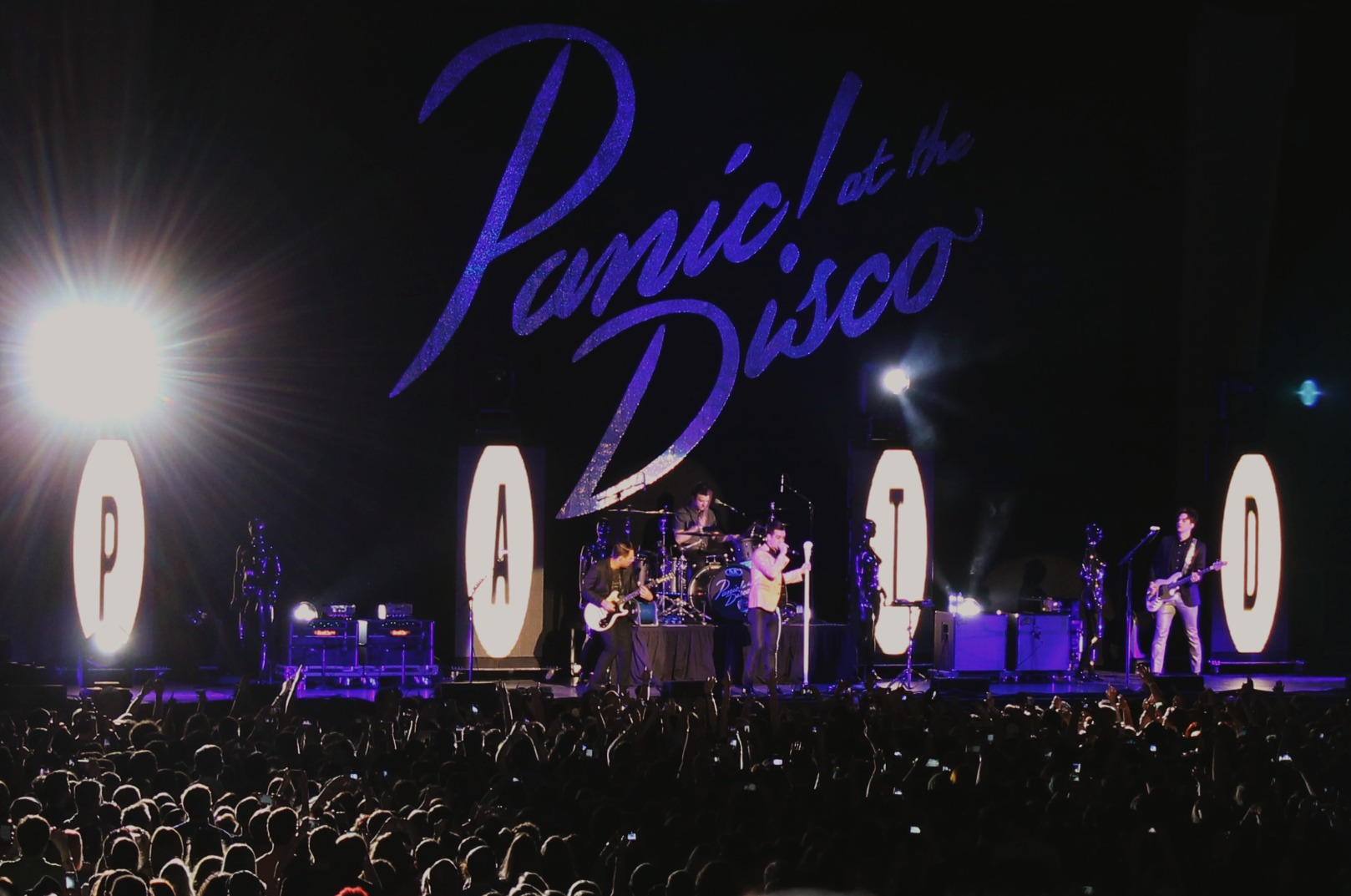
2013년 패닉! 앳 더 디스코.

가스펠 투어가 끝난 뒤, 브렌든 유리, 스펜서 스미스, 댈런 위크스는 네 번째 앨범 작업에 돌입했다. 레코딩 진행 도중, 2009년 라이언 로스와 존 워커의 탈퇴 이후 기타리스트로서 투어를 함께 했던 이안 크로포드가 "진짜" 음악을 만들기 위한 그의 소망을 피력하며 밴드를 떠났다.2013년 7월 15일, 밴드는 Too Weird to Live, Too Rare to Die!의 타이틀 공개와 함께 2013년 10월 8일 앨범이 공개될 것이라는 낭보를 전했다. 첫 싱글 "Miss Jackson"은 2013년 7월 15일에 뮤직 비디오와 함께 프로모션용으로 공개되었다.패닉! 앳 더 디스코는 폴 아웃 보이의 Save rock and roll 투어에 참여하게 된다.
밴드가 4집 첫 투어를 떠나기 직전, 스펜서 스미스는 팬들에게 본인의 알코올 및 처방약 중독이 2집 때부터 쭉 이어져 왔음을 밝히는 편지를 남긴다. 스미스가 처음 며칠간 투어를 함께 돌기로 예정되어 있었지만, 이내 중독 치료를 위해 모든 일정에서 하차하였다. 브렌든 유리는 2013년 8월 7일 밴드의 오피셜 페이지를 통해 "스펜서에게 자기 자신을 위한 시간이 더 필요함은 자명하다. 중독에서 1분 만에 빠져나와서 바로 다음 순간부터 투어에 완벽히 집중하길 기대할 순 없다. 투어는 스펜서가 본인을 위한 도움을 받고, 충분한 휴식을 취할 때까지 그가 없이 진행할 예정이다."라는 입장을 밝혔다. 스펜서의 공백은 Valencia의 드러머 댄 파울로비치가 메웠다. 투어 도중, 리드 기타리스트 케네스 "케니" 해리스가 투어 멤버로 가세했지만, 앨범 작업에는 참여하지 않았다.

### 스펜서 스미스의 탈퇴와Death of a Bachelor(2015–2017)
2014년 9월 23일, 브렌든 유리는 "퓨어 프레쉬"와 진행한 인터뷰에서 5집에 대한 구상은 이미 되어 있으나 곡들이 패닉!의 앨범이 될지, 본인의 솔로 앨범이 될지는 불확실함을 밝혔다.Kerrang!과의 인터뷰에서, 유리는 새 앨범이 밴드의 5집임을 확언했다.
2015년 4월 2일, 스펜서 스미스가 공식적으로 탈퇴를 선언했다. 유리 또한 스미스의 복귀 계획은 없음을 밝혔다.

2015년 4월 20일, 유리는 사전 공지 없이 5집의 첫 싱글 Hallelujah를 발표했다. 패닉!의 공식 페이스북에 올라온 유리의 글은 다음과 같다: 
 
 "안녕, 내 죄의 동지들my fellow sinners. 우선, 고마워요. 항상 그 자리에 있어줘서. 당신의 마음을 말해주고, 스스로의 믿음을 따라서 살아줘서. 날 성장하도록 허용해주고, 꿈을 위해 산다는 것이 당연하게 느껴지게 해 줘서. 어떻게 단순히 몇 마디 말로서 이 고마움을 모두 표현할지. 인생의 새 챕터가 시작되는 이 순간 내겐 싱그러운 희망과 어마어마한 즐거움이 가득해요. 이 밴드가 모든 변화와 말, 고난을 거쳐오는 걸 난 봤어요. 그리고 감사와 사랑은 여전히 내가 뱉는 모든 숨에 묻어나고요. 팔을 들어 당신의 위대함에 찬사를 보냅니다. 위대한 건 여러분이예요. 아름다운 건 여러분이예요. 재능이 넘치고, 영리하고, 친절하고, 사랑이 가득하며, 관대한 것은 바로 여러분이예요. 여러분은 제가 가진 모든 힘과 열정을 다해 몸 속 깊은 곳에서 우러낸 "할렐루야!"를 토해내게 해요. 우리가 언제나 그래왔던 것처럼, 당신을 초대합니다. 할렐루야라고 함께 외쳐요, 내 죄의 동지들my fellow sinners. 할렐루야. 사랑을 담아서, 브렌든 유리." 
 
이 곡은 빌보드 메인 차트인 핫 100에 40위로 처음 입성했는데, 이는 "I Write Sins Not Tragedies" 다음으로 가장 높은 기록이 되었다. 2015년 5월 16일, KROQ Weenie Roast에서 공연이 있었다.2015년 9월 1일, 5집의 또 다른 곡인 "Death of a Bachelor"가 애플 뮤직에서 피트 웬츠의 호스팅 아래 공개되었다. 두 번째 싱글, "Victorious"는 월말에 공개되었다. 대한민국의 음원 사이트에서는 2015년 10월 2일부터 해당 곡을 청취할 수 있었다. 2015년 10월 22일, 브렌든 유리는 공식 페이스북을 통해 2016년 1월 15일 새 앨범 Death of a Bachelor가 발표된다고 공지했다. 이는 브렌든 유리와 작곡가 팀이 작사 작곡한 첫 앨범이며, 베이시스트 댈런 위크스의 포지션은 공식 멤버에서 투어 멤버로 다시 한 번 전환되었다. 'Death of a Bachelor'" 의 홍보 기간 동안 위크스가 더 이상 공식 멤버가 아니라는 소문이 돌았으며, 이는 위크스 본인이 2015년 10월 24일 트위터를 통해 "더 이상 창작에 관여하지 않는다"며 확언하였다.같은 날, 세 번째 싱글 "Emperor's New Clothes"가 뮤직비디오와 함께 발매되었다. 11월 26일 네 번째 싱글 "LA Devotee"가 사전 공지 없이 공개되었다.2015년 12월 31일, "Don't Threaten Me with a Good Time"이 공개되었다. 발매된 다음 주인 2016년 1월 22일, 앨범은 첫 주 190,000잠의 판매고에 힘입어 빌보드 메인 차트인 빌보드 200에서 2주간 1위를 기록하게 된다.
밴드는 위저와 함께 "위저 & 패닉! 앳 더 디스코 섬머 투어 2016를 진행할 예정이다.. 또한 2016년 3월 29일, 첫 내한으로 2016년 8월 14일 인천 펜타포트 락 페스티벌에 참여한다는 소식을 전했다.

## 공연

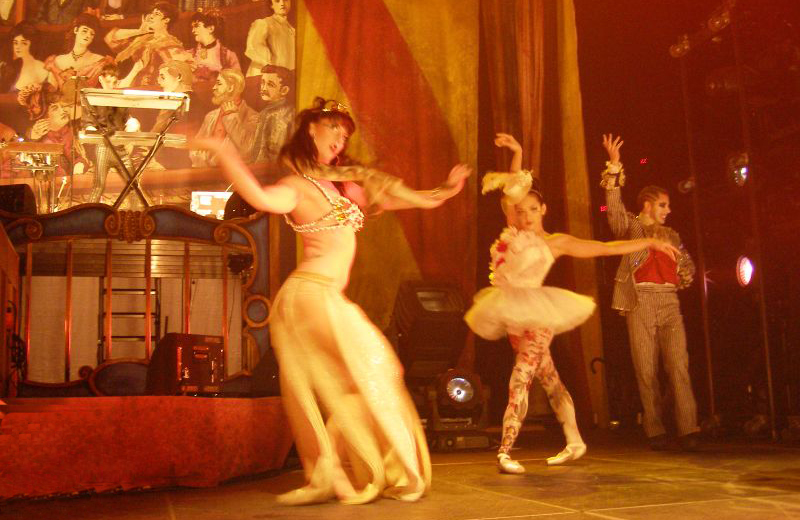
패닉! 앳 더 디스코 공연 중 서커스 댄서들이 춤을 추고 있다.

패닉! 앳 더 디스코는 2006년 마지막 날에 뉴욕 타임즈 스퀘어에서 신년 맞이 공연을 가진 바 있다. 공연된 두 곡 'Lying is the most fun a girl can have withing taking her clothes off'와 'I write sins not tragedies'는 모두 부적절한 가사로 검열된 것이었다. 공연에서는 '수정'된 버전으로 노래했다.
1집에서 패닉!은 어두운 서커스를 보여주었고, 2집에서는 꽃으로 장식된 마이크 등을 선보이며 "초록빛과 같은" 편안함을 표방하였다.

## 음악적 스타일
평론가들은 패닉! 앳 더 디스코를 다양한 장르로 묘사한다. 이모, 팝 펑크, 보드빌, 일렉트로닉 뮤직, 바로크 팝 등이 그것이다.
A Fever You Can't Sweat Out는 바로크 팝, 일렉트로 펑크,팝 펑크로 묘사되었다.
Pretty. Odd.는 바로크 팝싸이키델릭 팝으로 평가되었다.
Vices & Virtues는 얼터너티브 록,바로크 팝,일렉트로 펑크,팝 록으로 묘사되었다.
Too Weird to Live, Too Rare to Die!는 댄스 팝,일렉트로 팝,이모, 힙합,인디 록, 팝,록,그리고 신스 팝으로 평가받았다.
Death of a Bachelor는 힙합,팝,록으로 묘사되었다.
패닉! 앳 더 디스코의 두 번째 앨범은 첫 번째 앨범과 너무나도 다른 스타일이다. 라이언 로스는 2집 타이틀 곡인 'Nine in the afternoon'에 대해 이렇게 말했다. "이 노래는 우리들의 부모님들이 들었던 비치 보이즈, 비틀즈, 킨크스의 영향을 받았다. 나이를 먹으면서 새로운 노래를 듣다 보니 자연스럽게 스타일이 변하게 되었다." 2집은 모던 락보다는 클래식 락에 좀 더 가깝다.
라이언 로스는 새로운 스타일의 음악에 대해 이렇게 말했다. "과도한 업무에 시달리는 사람들, 그러니까 하루에 8시간가량 계속 운전하고, 그런 시간에 들을 거라곤 라디오밖에 없는 사람들에 대해 생각했다. 내 3분짜리 노래들이 잠시나마 그들이 평소에 받는 스트레스가 아닌 아닌 행복을 느끼게 하는 수단이 되었으면 했다. 사랑, 행복 운운하는 노래, 싫지 않다. 우리 사회는 부정적이거나 짜증나는 문화에 갇혀 있다. 음란성과 광기의 끝을 보여주려고 작정한 것 같은 것들. 그런 것들에 계속 접하다 보면 모든 것에 무감각해지기 마련이다. 우리는 그 사람들에게 뭔가 다른 것을 선물해 주고 싶다. 그래서 음악을 한다."
2집은 리버풀표 스무디의 21세기 버전이다. 비틀즈를 블렌더에 넣고, 얼터너티브 아이스와 소니아 다다의 유산인 뿔피리를 첨가한 새로운 맛. 밴드의 공연 실황 DVD, Live in Chicago에 대한 리뷰에서 평론가 스테판 토마스 어윈은 이렇게 말한다. "Pretty. Odd. 같은 앨범은 2008년에 드물다. 팝에 기반을 둔 락이 요즘 세상에 어디에 있나. 그런 걸 인지하고 이 작업을 하진 않았겠지만, 어쨌든 결과는 매우 좋았다고 본다."
Vices & Virtues에서 밴드의 음악적 자각은 데뷔 때처럼 극적인 팝 록으로 선회했다. 유리는 "Pretty. Odd"의 성숙한 절제미는 밴드의 의도가 이니였음을 표방하며, 3집은 밴드의 재생점이자 로스와 워커의 탈퇴에 따른 새 음악적 자아의 표현이라고 덧붙였다. 그들의 네 번째 앨범 Too Weird to Live, Too Rare to Die!는 일렉트로닉 뮤직과 신스 팝에 대한 실험이다.

## 밴드 멤버
- 브렌든 유리 – 보컬, 기타, 베이스, 피아노 (2004–현재)

### 전 멤버
- 브렌트 윌슨 - 베이스 (2004–2006)
- 라이언 로스 – 기타, 보컬, 밴조, 만돌린, 하모니카 (2004–2009)
- 존 워커 – 베이스, 기타, 피아노, 보컬, 키보드 (2006–2009)
- 스펜서 스미스 – 드럼, 퍼커션 (2004–2015; 휴식기:2013-2015)

### 현 투어 멤버
- 댈런 위크스 – 베이스, 기타, 키보드, 보컬,(2009–10, 2015–현재; 공식 멤버:2010–15)
- 케네스 해리스 – 기타, 백 보컬 (2013–현재)
- 댄 파울로비치– 드럼, 퍼커션(2013–현재)

### 전 투어 멤버
- 에릭 로닉 – 피아노, 보컬 (2006–2008)
- 이안 크로포드 - 기타, 보컬 (2009)

## 디스코그래피
- 《A Fever You Can't Sweat Out》(2005년 9월 27일)
- 《Pretty. Odd.》(2008년 3월 21일)
- 《Vices & Virtues》(2011년 3월 22일)
- 《Too Weird To Live, Too Rare To Die!》(2013년 10월 8일)
- 《Death Of A Bachelor》(2016년 1월 15일)
- 《Pray For The Wicked》(2018년 6월 22일)

## 수상 기록
| 연도 | 후보                         | 수상 부문                                                 | 결과 |
| ---- | ---------------------------- | --------------------------------------------------------- | ---- |
| 2006 | "I Write Sins Not Tragedies" | MTV Video Music Awards – 올해의 비디오                    | 수상 |
| 2006 | "I Write Sins Not Tragedies" | MTV 비디오 뮤직 어워드 – 베스트 그룹 비디오               | 후보 |
| 2006 | "I Write Sins Not Tragedies" | MTV 비디오 뮤직 어워드 – 베스트 록 비디오                 | 후보 |
| 2006 | "I Write Sins Not Tragedies" | MTV 비디오 뮤직 어워드 – 베스트 뉴 아티스트 - 비디오 부문 | 후보 |
| 2006 | "I Write Sins Not Tragedies" | MTV 비디오 뮤직 어워드 – 베스트 아트 디렉션 - 비디오 부문 | 후보 |
| 2006 | "I Write Sins Not Tragedies" | 틴 초이스 어워드 – 록 트랙                                | 후보 |
| 2006 | "I Write Sins Not Tragedies" | TMF Awards – Best Video International                     | 수상 |
| 2007 | 패닉! 앳 더 디스코           | Los Premios MTV Latinoamérica – 베스트 인터내셔널 록 그룹 | 후보 |
| 2007 | 패닉! 앳 더 디스코           | Kerrang! Awards – 베스트 인터내셔널 밴드                  | 후보 |
| 2008 | "Nine in the Afternoon"      | MTV 비디오 뮤직 어워드 - 감독상                           | 후보 |
| 2008 | "Nine in the Afternoon"      | MTV 비디오 뮤직 어워드 - 베스트 팝 비디오                 | 후보 |
| 2008 | 패닉! 앳 더 디스코           | Los Premios MTV Latinoamérica – 베스트 인터내셔널 록 그룹 | 후보 |
| 2008 | 패닉! 앳 더 디스코           | MTV 아시아 어워드 – 더 스타일 어워드                      | 수상 |
| 2008 | "Nine in the Afternoon"      | 틴 초이스 어워드 – 록 트랙                                | 후보 |
| 2008 | A Fever You Can't Sweat Out  | 그래미 어워드 – 베스트 박스 셋 / 한정판                   | 후보 |
| 2009 | Pretty. Odd                  | 그래미 어워드 – 베스트 박스 셋 / 한정판                   | 후보 |
| 2011 | "The Ballad of Mona Lisa"    | Kerrang! 어워드 – 베스트 싱글                             | 후보 |
| 2014 | 브렌든 유리                  | 얼터너티브 프레스 뮤직 어워드 – 베스트 보컬리스트         | 수상 |
| 2014 | 패닉! 앳 더 디스코           | 얼터너티브 프레스 뮤직 어워드 – 올해의 아티스트           | 후보 |
| 2015 | 댈런 위크스                  | 얼터너티브 프레스 뮤직 어워드 – 베스트 베이시스트         | 후보 |
| 2015 | 패닉! 앳 더 디스코           | 얼터너티브 프레스 뮤직 어워드 – 베스트 라이브 밴드        | 후보 |
| 2015 | 패닉! 앳 더 디스코           | 얼터너티브 프레스 뮤직 어워드 – 올해의 팬클럽             | 후보 |
| 2015 | Emperor's New Clothes        | 록 사운드 독자 투표l – 올해의 비디오                      | 수상 |
| 2016 | Emperor's New Clothes        | 얼터너티브 프레스 뮤직 어워드 – 베스트 뮤직 비디오        | 미정 |
| 2016 | Hallelujah                   | 얼터너티브 프레스 뮤직 어워드 – 올해의 노래               | 미정 |
| 2016 | 패닉! 앳 더 디스코           | 얼터너티브 프레스 뮤직 어워드 – 올해의 아티스트           | 미정 |

## 참고 문서
1. ↑  Kroq (2015년 4월 27일). “Brendon Urie on Weenie Roast, New Panic! At The Disco, and Meeting President Obama”. 《Kroq 106.7》. CBS. 2016년 3월 30일에 원본 문서에서 보존된 문서. 2015년 5월 4일에 확인함.
2. ↑  Harms, Andy. “EXCLUSIVE: Panic! at the Disco Talk "Hallelujah" for the First Time”. 《ALT 98.7》. ALT 98.7. 2016년 3월 22일에 원본 문서에서 보존된 문서. 2015년 4월 20일에 확인함.
3. ↑  Panic! At The Disco — When I was a little kid and I heard a song I liked 보관됨 2016-06-17 - 웨이백 머신. Panicatthedisco.com (2015-10-21). Retrieved on 2016-01-20.
4. ↑  Ex-Panic! Bassist Speaks | Spin Magazine Online
5. ↑  "Panic! at the Disco Split Gets Nasty: Band Alleges Wilson Did Not Play On LP" 보관됨 2006-12-15 - 웨이백 머신, MTV.com, Jun 12 2006.
6. ↑  “Pete Wentz Is Pumped For Panic's New LP - News Story | Music, Celebrity, Artist News | MTV News”. 2009년 7월 13일에 원본 문서에서 보존된 문서. 2009년 11월 27일에 확인함.
7. ↑  “Panic! Try A Different Tack For New LP - News Story | Music, Celebrity, Artist News | MTV News”. 2009년 2월 25일에 원본 문서에서 보존된 문서. 2009년 11월 27일에 확인함.
8. ↑  “Panic At The Disco Explain Excised Exclamation Point - News Story | Music, Celebrity, Artist News | MTV News”. 2009년 9월 4일에 원본 문서에서 보존된 문서. 2009년 11월 27일에 확인함.
9. ↑  “Rob Mathes: ROB MATHES AND FRIENDS PERFORM 14TH ANNUAL ROB MATHES CHRISTMAS CONCERT DECEMBER 21 & 22, 2007”. 2011년 8월 26일에 원본 문서에서 보존된 문서. 2009년 11월 27일에 확인함.
10. ↑  “Panic! Solve New Album Puzzle - News Story | Music, Celebrity, Artist News | MTV News”. 2009년 9월 12일에 원본 문서에서 보존된 문서. 2009년 11월 27일에 확인함.
11. ↑  BBC - Radio 1 - Chart Show - The UK Top 40 Albums
12. ↑  Hasty, Katie. Billboard Day26 Upends Danity Kane with Number 1 Album 보관됨 2012-10-18 - 웨이백 머신 Retrieved April 2, 2008.
13. ↑  Australian Recording Industry Association Retrieved April 6, 2008.
14. ↑  Panic At The Disco Music Webstore  보관됨 2009-09-13 - 웨이백 머신 Retrieved February 18, 2009.
15. ↑  James Montgomery (2009년 7월 13일). “Exclusive: Ryan Ross Talks About Leaving Panic! At The Disco”. MTV News. 2011년 2월 5일에 원본 문서에서 보존된 문서. 2011년 1월 20일에 확인함.
16. ↑  Panic at the Disco's New Perspective - News Article - AbsolutePunk.net
17. ↑  Why the new vibe for Panic! At the Disco? Credit a scenery change | MLive.com
18. ↑  “Hoppus to work with Panic at the Disco”. 2009년 9월 19일에 원본 문서에서 보존된 문서. 2009년 11월 27일에 확인함. 다음 글자 무시됨: ‘ stereokill.net ’ (도움말)
19. ↑  “Exclusive: Spencer Smith Reveals New Members Of Panic! At The Disco - Music, Celebrity, Artist News | MTV”. 2009년 12월 12일에 원본 문서에서 보존된 문서. 2009년 11월 27일에 확인함.
20. ↑  Annie Zaleski (2011년 1월 24일). “패닉! 앳 더 디스코의 프론트맨이 Vices & Virtues에 대해 입을 열다”. 《Alternative Press》. 2016년 7월 13일에 원본 문서에서 보존된 문서. 2011년 1월 24일에 확인함.
21. ↑  Weekes, Dallon. “위크스의 앨범 커버 컨셉”. 2015년 11월 14일에 확인함.
22. ↑  《패닉! 앳 더 디스코: Vices & Virtues 화보 촬영》. 2011년 10월 20일  – YouTube 경유.
23. ↑  “발매 일정”. Pauseandplay.com. 2010년 10월 18일. 2006년 4월 11일에 원본 문서에서 보존된 문서. 2011년 10월 26일에 확인함.
24. ↑  James Montomery (2011년 3월 2일). “패닉! 앳 더 디스코의 Vices & Virtues: 열기가 넘치는 꿈 Fever Dreams, 새로운 관점 New Perspectives”. MTV News. 2011년 3월 5일에 원본 문서에서 보존된 문서. 2011년 3월 22일에 확인함.
25. ↑  James Montgomery (2011년 3월 14일). “Vices & Virtues 투어 일정”. MTV News. 2011년 3월 16일에 원본 문서에서 보존된 문서. 2011년 3월 14일에 확인함.
26. ↑  Vann Alexandra (2011년 3월 14일). “Preview: 패닉! 앳 더 디스코의 봄 투어 계획”. 《Spin》. 2011년 3월 14일에 확인함.
27. ↑  After all the teasing, Panic! at the Disco’s song 보관됨 2012-04-20 - 웨이백 머신 Decaydance. September 26, 2011.
28. ↑  Trimboli, Grant. “P!ATD TOURING MEMBER IAN CRAWFORD LEAVING TO MAKE "REAL, GENUINE" MUSIC”. 《Under The Gun Review》. 2015년 12월 8일에 원본 문서에서 보존된 문서. 2015년 12월 2일에 확인함.
29. ↑  James Montgomery (2013년 8월 8일). “Spencer Smith Leaves Panic! At The Disco Tour To Continue 'Fighting Addiction'”. MTV News. 2013년 8월 11일에 원본 문서에서 보존된 문서. 2013년 8월 8일에 확인함.
30. ↑  Panic! At the Disco Stay Calm About Drummer Crisis, Embrace Creativity. Music.yahoo.com (2013-08-23). Retrieved on 2016-01-20.
31. ↑  Globo (2014년 9월 23일). “Brendon Urie to release a solo album?”. Pure Fresh. 2016년 4월 26일에 원본 문서에서 보존된 문서. 2014년 9월 23일에 확인함.
32. ↑  Brendon Urie Talks Spencer Smith And New Panic! Material. Kerrang! (2015-04-13). Retrieved on 2016-01-20.
33. ↑  Emily Carter (2015년 4월 2일). “Spencer Smith Officially Leaves Panic! at the Disco”. Kerrang!. 2014년 4월 2일에 확인함.
34. ↑  Matt Crane (2014년 10월 8일). “Brendon Urie reflects on the one-year anniversary of ‘Too Weird To Live, Too Rare To Die!’”. Alternative Press. 2014년 10월 8일에 확인함.
35. ↑  KROQ Weenie Roast Y Fiesta 2015 Lineup & Ticket Info « The World Famous KROQ 보관됨 2016-06-02 - 웨이백 머신. Kroq.cbslocal.com. Retrieved on 2016-01-20.
36. ↑  Carter, Emily (2015년 9월 1일). “Panic! at the Disco Premiere New Song, Death of a Bachelor”. 《Kerrang.com》. Kerrang!. 2015년 9월 3일에 원본 문서에서 보존된 문서. 2015년 9월 2일에 확인함.
37. ↑  “Panic! at the Disco Shares New Song ‘Victorious’ – Billboard”. 《Billboard》. 2015년 10월 13일에 확인함.
38. ↑  EXCLUSIVE: Brendon Urie on How His Wife Inspired Panic! At The Disco's New Album Title, 'Death of a Bachelor' 보관됨 2015-10-23 - archive.today. 9news.com (2015-10-22). Retrieved on 2016-01-20.
39. ↑  “Panic! At The Disco announce new album, share first single”. 《AXS》. 2015년 12월 8일에 원본 문서에서 보존된 문서. 2015년 10월 26일에 확인함.
40. ↑  “Panic! At The Disco Have Finally Announced A New Album | Blunt Mag”. 《Blunt Mag – Alternative Music News, Reviews, and Interviews》. 2015년 10월 26일에 원본 문서에서 보존된 문서. 2015년 10월 26일에 확인함.
41. ↑  “Dallon Weekes on Twitter”. 《Twitter》. 2015년 10월 26일에 확인함.
42. ↑  Panic! At The Disco: Emperor's New Clothes [OFFICIAL VIDEO. YouTube (2015-10-21). Retrieved on 2016-01-20.
43. ↑  Panic! At The Disco stream new single 'LA Devotee' – listen. Nme.Com (2015-11-28). Retrieved on 2016-01-20.
44. ↑  Sharp, Tyler (2015년 12월 31일). “Panic! At The Disco Drop New Single, "Don't Threaten Me With A Good Time”. 《AltPress.com》. Alternative Press. 2016년 1월 4일에 원본 문서에서 보존된 문서. 2016년 1월 1일에 확인함.
45. ↑  Sharp, Tyler (2016년 1월 15일). “Panic! At The Disco, Weezer announce co-headlining tour”. 《AltPress.com》. Alternative Press. 2016년 1월 15일에 확인함.
46. ↑  allmusic ((( Panic at the Disco > Biography )))
47. ↑  “Pretty. Odd. : Panic at the Disco : Review : Rolling Stone”. 2008년 3월 20일에 원본 문서에서 보존된 문서. 2009년 11월 27일에 확인함.
48. ↑  “Panic at the Disco - Page 1 - Music - Dallas - Dallas Observer”. 2013년 10월 17일에 원본 문서에서 보존된 문서. 2009년 11월 27일에 확인함.
49. ↑  “A Fever You Can't Sweat Out : Panic at the Disco : Review : Rolling Stone”. 2009년 4월 30일에 원본 문서에서 보존된 문서. 2009년 11월 27일에 확인함.
50. ↑  [(영어) https://www.allmusic.com/artist/p741835 allmusic ((( Panic at the Disco – Biography )))]
51. ↑  “Pretty. Odd. : Panic at the Disco : Review”. 《Rolling Stone》. 2011년 10월 18일. 2008년 3월 20일에 원본 문서에서 보존된 문서. 2011년 10월 26일에 확인함.
52. ↑  Greenblatt, Leah (2008년 3월 21일). “Pretty. Odd. Music review”. 《Entertainment Weekly》. 2015년 1월 18일에 원본 문서에서 보존된 문서. 2009년 6월 17일에 확인함.
53. ↑  “A Fever You Can't Sweat Out : Panic at the Disco : Review”. 《Rolling Stone》. 2011년 10월 18일. 2009년 4월 30일에 원본 문서에서 보존된 문서. 2011년 10월 26일에 확인함.
54. ↑  Panic at the Disco – Page 1 – Music – Dallas 보관됨 2013-10-17 - 웨이백 머신. Dallas Observer (April 17, 2008). Retrieved on 2011-02-01.
55. ↑  Album Review: ‘Too Weird to Live, Too Rare to Die!’ by Panic! At The Disco. studlife.com. Retrieved May 4, 2015.
56. ↑  http://shu-media.co.uk/music/panic-at-the-disco-album-review/ Panic! at the Disco: Album Review 보관됨 2016-03-17 - 웨이백 머신 SHUmedia. Retrieved March 27, 2015.
57. ↑  41 Pop-Punk Albums All 2000s Kids Loved. buzzfeed.com. Retrieved July 7, 2015.
58. ↑  20 Underrated Pop Albums From the Last 20 Years 보관됨 2016-03-05 - 웨이백 머신. flavorwire.com. Retrieved July 7, 2015.
59. ↑  Best of the B Sides: "Hurricane" 보관됨 2016-08-10 - 웨이백 머신. rockonphilly.com. Retrieved May 4, 2015.
60. ↑  Panic At The Disco: 'Pretty. Odd.' 보관됨 2015-09-23 - 웨이백 머신. Gigwise. Retrieved February 26, 2015.
61. 1 2  “Panic! At The Disco – Vices & Virtues – Reviews – Alternative Press”. 《Alternative Press》.
62. ↑  “Panic! at the Disco, ‘Vices & Virtues’ (Decaydance/Fueled by Ramen)”. 《Spin》.
63. ↑  “Review: Panic! At the Disco – Vices & Virtues – Sputnikmusic”. 2016년 5월 31일에 원본 문서에서 보존된 문서. 2016년 6월 1일에 확인함.
64. 1 2  Gardner, Ryan (2013년 10월 10일). “Panic! At The Disco – Too Weird To Live, Too Rare To...”. AbsolutePunk. 2013년 10월 10일에 확인함.
65. 1 2  UG Team (2013년 10월 9일). “Too Weird To Live, Too Rare To Die! Review | Panic At The Disco | Compact Discs | Reviews”. Ultimate Guitar Archive. 2015년 9월 14일에 확인함.
66. 1 2  Tamsyn Wilce. “Track by track: Panic! At The Disco – Too Weird To Live, Too Rare To Die”. 《gigwise.com》. 2016년 4월 25일에 원본 문서에서 보존된 문서. 2016년 6월 1일에 확인함.
67. 1 2 3  Gamboa, Glenn (2013년 10월 8일). “'Too Weird to Live, Too Rare to Die' review: Eclectic Panic! At the Disco”. Newsday. 2015년 10월 3일에 확인함.
68. ↑  Blum, Jordan (2013년 10월 22일). “Panic! at the Disco: Too Weird to Live, Too Rare to Die!”. PopMatters. 2015년 9월 14일에 확인함.
69. ↑  Pettigrew, Jason (2013년 10월 3일). “Panic! At The Disco – Too Weird To Live, Too Rare To Die!”. Alternative Press. 2017년 7월 1일에 원본 문서에서 보존된 문서. 2013년 10월 10일에 확인함.
70. 1 2  Gamboa, Glenn (2016년 1월 14일). “‘Death of a Bachelor’ review: Panic! at the Disco’s marriage of styles”. 《Newsday》. 2019년 5월 31일에 원본 문서에서 보존된 문서. 2016년 1월 16일에 확인함.
71. 1 2  Boles, Benjamin (2016년 1월 13일). “Panic! At The Disco”. NOW Toronto Magazine. 2016년 4월 8일에 원본 문서에서 보존된 문서. 2016년 1월 16일에 확인함.
72. 1 2 3  Jamieson, Sarah. “Album review: Panic! At The Disco – Death of a Bachelor”. 《DIY》. 2016년 1월 16일에 확인함.
73. ↑  Collar, Matt. “Death of a Bachelor – Panic! At the Disco | Songs, Reviews, Credits”. AllMusic. 2016년 1월 15일에 확인함.
74. ↑  Moayeri, Lily (2016년 1월 15일). “Panic! At The Disco’s Brendon Urie lets his inner Frank Sinatra loose”. 《AVClub.com》. A.V. Club. 2016년 1월 15일에 확인함.
75. ↑  “Rolling Stone | Music News, Videos, Photos, Artists, Playlists and More”. 2009년 9월 16일에 원본 문서에서 보존된 문서. 2009년 11월 27일에 확인함.
76. 1 2 3  “Pretty. Interesting. Look at Panic! at the Disco”. Pluggedinonline.com. 2016년 7월 29일에 원본 문서에서 보존된 문서. 2011년 10월 26일에 확인함.
77. ↑  Erlewine, Stephen Thomas. link Allmusic.com. February 5, 2008.